# 譚紹光
譚 紹光（たん しょうこう、Tán Shàoguāng、1835年 - 1863年）は、太平天国の指導者の一人。チワン族出身。慕王に封じられた。
広西省潯州府桂平県出身。1851年の金田蜂起に参加。その後、忠王李秀成の部将となり、1858年の江北大営撃破と蘇州・杭州攻略に功績があり、1861年に建天義に、ついで慕王に封じられた。李秀成が天京の防衛に呼び戻されたため、代理として蘇州に駐屯した。1862年、上海を包囲するがイギリス人とフランス人の連合軍に敗れ、劉銘伝率いる淮軍にも敗北を喫したため上海侵攻をあきらめ、太倉・崑山を転戦した。
1863年秋、蘇州が李鴻章率いる淮軍とチャールズ・ゴードン率いる常勝軍によって包囲されると、部将の納王郜永寛らは譚紹光を刺殺して投降した。